# ارنشتوویتسه
ارنشتوویتسه (به چکی: Arneštovice) یک منطقهٔ مسکونی در جمهوری چک است که در ناحیه پلهریموو واقع شده‌است. ارنشتوویتسه ۵٫۴۲ کیلومتر مربع مساحت و ۸۶ نفر جمعیت دارد و ۴۸۹ متر بالاتر از سطح دریا واقع شده‌است.